# 마틸드 1세 드 불로뉴 여백작
마틸드 데 1세 드 불로뉴 여백작(프랑스어: Mathilde I comtesse de Boulogne: 1105년경 ~ 1152년 5월 3일)은 스티븐 블루아의 아내로서 앵글인의 왕비였다. 남편이 사촌누이 마틸다 황후와 왕위를 놓고 내전을 벌였을 때(무정부시대) 남편을 적극적으로 지원했다. 남편이 포로로 잡히자 몸소 군대를 이끌었을 뿐 아니라, 적군 사령관 로버트 글로스터 백작을 사로잡아 남편과 교환하는 등 군사적으로 유능했다. 월링퍼드 조약에 의해 마틸데와 스티븐의 자녀들은 잉글랜드 왕위 계승권을 잃었고, 대신 불로뉴 백작 작위를 계승했다.